# Antoni Rybka
Antoni Rybka (ur. 18 maja 1918 w Hamborn, zm. 16 marca 1999 w Bydgoszczy) – polski chórmistrz, długoletni dyrygent chóru Opery w Bydgoszczy oraz chóru „Arion” działającego przy Filharmonii Pomorskiej im. I.J. Paderewskiego.

## Życiorys
Urodził się 18 maja 1918 r. w Hamborn w Niemczech. Zdobył wykształcenie muzyczne w przedwojennym Miejskim Konserwatorium Muzycznym w Bydgoszczy, gdzie ukończył Wydział Muzyki Kościelnej. Uczył się także gry na altówce i skrzypcach, bowiem najpierw chciał zostać muzykiem-instrumentalistą. Za namową swego nauczyciela Alfonsa Rezlera rozpoczął pracę z dwoma chórami wojskowymi.
Po II wojnie światowej pracował z chórem „Hasło” w Bydgoszczy. Z członków tego zespołu stworzył grupę 5 śpiewaków i z tym małym „chórem” objeżdżał Polskę. Kolejnym jego zespołem był przeszło 100-osobowy chór mieszany „Arion”, z którym był związany jako chórmistrz od 1947 do 1976 r.
Gdy w 1952 r. dyrekcja Filharmonii Pomorskiej zawarła długoterminową umowę z chórem „Arion”, zespół ten stał się współpartnerem (wspólnie z Orkiestrą Symfoniczną Filharmonii Pomorskiej) wykonań niezliczonej ilości utworów wokalno-instrumentalnych, kantat, oratoriów i montaży operowych. „Arion” koncertował na estradzie filharmonii i w innych miastach kraju – także Filharmonii Narodowej w Warszawie.
W 1956 r. Jan Prekier z Towarzystwa Muzycznego w Bydgoszczy zaproponował mu zorganizowanie 60-osobowego chóru dla potrzeb nowo powstającego Studia Operowego. Debiut sceniczny chóru operowego miał miejsce 27 września 1956 r. podczas wystawienia dwóch oper S. Moniuszki: „Flis” i „Verbum nobile”. Chórem tym kierował równolegle z chórem „Arion” do 1984 r., gdy przeszedł na emeryturę.
W 1982 r. otrzymał „Złotą Maskę” w plebiscycie publiczności, organizowanym przez redakcję „Dziennika Wieczornego” za wysoki poziom artystyczny chóru bydgoskiej opery. Był człowiekiem skromnym, nie oczekującym poklasku. Uważał, iż efekty artystyczne osiąga się przede wszystkim życzliwą atmosferą, stworzeniem koleżeńskich stosunków w zespole. Mimo propozycji objęcia chóru w innych prestiżowych teatrach operowych (Gdańsk, Poznań, Warszawa), pozostał do końca swojej kariery w Bydgoszczy. Z bydgoskim chórem operowym przygotował około 70 pozycji oper, operetek, koncertów i fragmentów chóralnych w baletach.
Zmarł 16 marca 1999 r. w Bydgoszczy.